# Верхнее Водяное
Ве́рхнее Водяно́е (укр. Верхнє́ Водяне́) — село в Великобычковской поселковой общине Раховского района Закарпатской области Украины.
Население по переписи 2001 года составляло 5272 человека. Почтовый индекс — 90611. Телефонный код — 3132. Занимает площадь 8,908 км². Код КОАТУУ — 2123681501.

## История
В 1946 году указом ПВС УССР село Верхняя Апша переименовано в Верхнее Водяное.